# Lista municipiilor din Mato Grosso

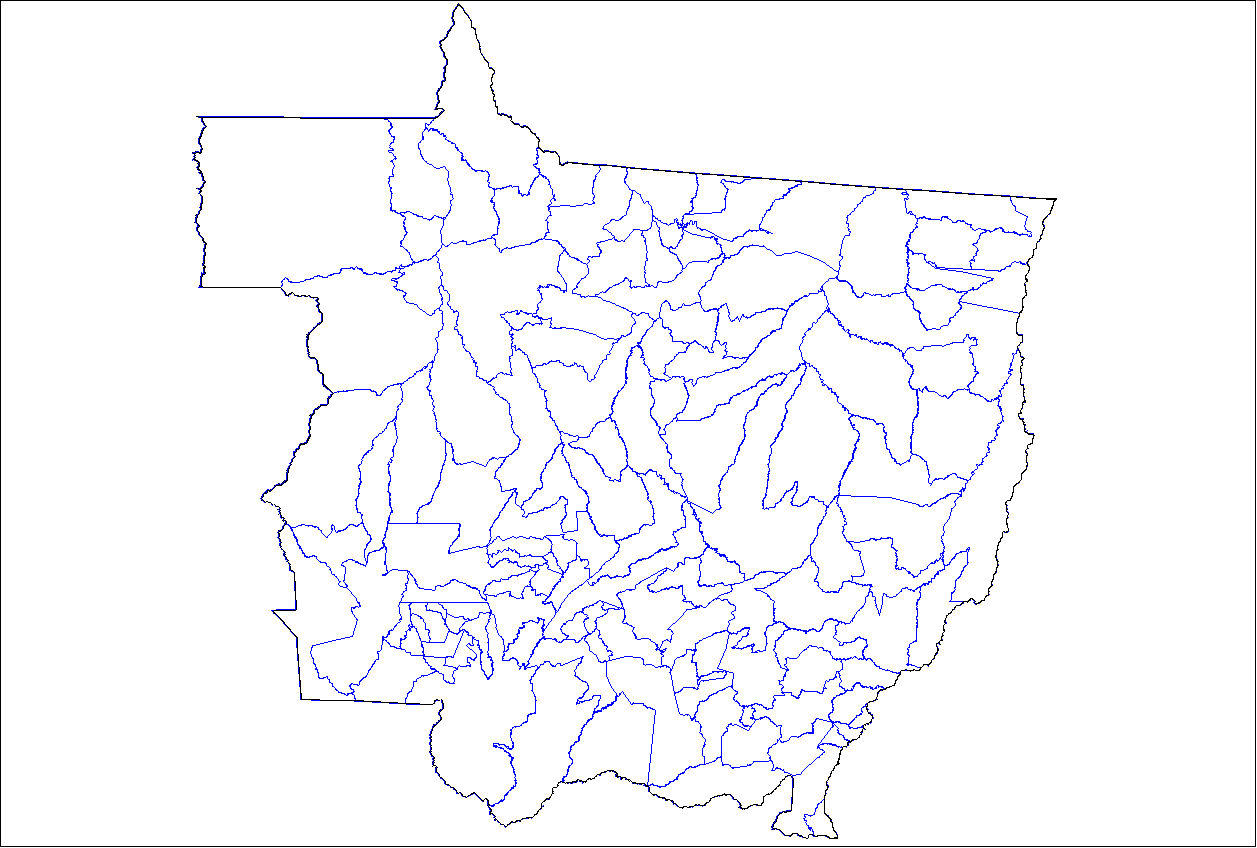
Municipiile din Mato Grosso, Brazilia

Aceasta este lista municipiilor din statul Mato Grosso (MT), Brazilia.
| Mezoregiune               | Microregiune       | Municipiu                        |
| ------------------------- | ------------------ | -------------------------------- |
| Centro-Sul Mato-Grossense | Alto Pantanal      | Barão de Melgaço                 |
| Centro-Sul Mato-Grossense | Alto Pantanal      | Cáceres                          |
| Centro-Sul Mato-Grossense | Alto Pantanal      | Curvelândia                      |
| Centro-Sul Mato-Grossense | Alto Pantanal      | Poconé                           |
| Centro-Sul Mato-Grossense | Alto Paraguai      | Alto Paraguai                    |
| Centro-Sul Mato-Grossense | Alto Paraguai      | Arenápolis                       |
| Centro-Sul Mato-Grossense | Alto Paraguai      | Nortelândia                      |
| Centro-Sul Mato-Grossense | Alto Paraguai      | Nova Marilândia                  |
| Centro-Sul Mato-Grossense | Alto Paraguai      | Santo Afonso                     |
| Centro-Sul Mato-Grossense | Cuiaba             | Chapada dos Guimarães            |
| Centro-Sul Mato-Grossense | Cuiaba             | Cuiabá (State Capital)           |
| Centro-Sul Mato-Grossense | Cuiaba             | Nossa Senhora do Livramento      |
| Centro-Sul Mato-Grossense | Cuiaba             | Santo Antônio do Leverger        |
| Centro-Sul Mato-Grossense | Cuiaba             | Várzea Grande                    |
| Centro-Sul Mato-Grossense | Rosario Oeste      | Acorizal                         |
| Centro-Sul Mato-Grossense | Rosario Oeste      | Jangada                          |
| Centro-Sul Mato-Grossense | Rosario Oeste      | Rosário Oeste                    |
| Nordeste Mato-Grossense   | Canarana           | Água Boa                         |
| Nordeste Mato-Grossense   | Canarana           | Campinápolis                     |
| Nordeste Mato-Grossense   | Canarana           | Canarana                         |
| Nordeste Mato-Grossense   | Canarana           | Nova Nazaré                      |
| Nordeste Mato-Grossense   | Canarana           | Nova Xavantina                   |
| Nordeste Mato-Grossense   | Canarana           | Novo São Joaquim                 |
| Nordeste Mato-Grossense   | Canarana           | Querência                        |
| Nordeste Mato-Grossense   | Canarana           | Santo Antônio do Leste           |
| Nordeste Mato-Grossense   | Medio Araguaia     | Araguaiana                       |
| Nordeste Mato-Grossense   | Medio Araguaia     | Barra do Garças                  |
| Nordeste Mato-Grossense   | Medio Araguaia     | Cocalinho                        |
| Nordeste Mato-Grossense   | Norte Araguaia     | Alto Boa Vista                   |
| Nordeste Mato-Grossense   | Norte Araguaia     | Bom Jesus do Araguaia            |
| Nordeste Mato-Grossense   | Norte Araguaia     | Canabrava do Norte               |
| Nordeste Mato-Grossense   | Norte Araguaia     | Confresa                         |
| Nordeste Mato-Grossense   | Norte Araguaia     | Luciára                          |
| Nordeste Mato-Grossense   | Norte Araguaia     | Novo Santo Antônio               |
| Nordeste Mato-Grossense   | Norte Araguaia     | Porto Alegre do Norte            |
| Nordeste Mato-Grossense   | Norte Araguaia     | Ribeirão Cascalheira             |
| Nordeste Mato-Grossense   | Norte Araguaia     | Santa Cruz do Xingu              |
| Nordeste Mato-Grossense   | Norte Araguaia     | Santa Terezinha                  |
| Nordeste Mato-Grossense   | Norte Araguaia     | São Félix do Araguaia            |
| Nordeste Mato-Grossense   | Norte Araguaia     | São José do Xingu                |
| Nordeste Mato-Grossense   | Norte Araguaia     | Serra Nova Dourada               |
| Nordeste Mato-Grossense   | Norte Araguaia     | Vila Rica                        |
| Norte Mato-Grossense      | Alta Floresta      | Alta Floresta                    |
| Norte Mato-Grossense      | Alta Floresta      | Apiacás                          |
| Norte Mato-Grossense      | Alta Floresta      | Carlinda                         |
| Norte Mato-Grossense      | Alta Floresta      | Nova Bandeirantes                |
| Norte Mato-Grossense      | Alta Floresta      | Nova Monte Verde                 |
| Norte Mato-Grossense      | Alta Floresta      | Paranaíta                        |
| Norte Mato-Grossense      | Alto Teles Pires   | Ipiranga do Norte                |
| Norte Mato-Grossense      | Alto Teles Pires   | Itanhangá                        |
| Norte Mato-Grossense      | Alto Teles Pires   | Lucas do Rio Verde               |
| Norte Mato-Grossense      | Alto Teles Pires   | Nobres                           |
| Norte Mato-Grossense      | Alto Teles Pires   | Nova Mutum                       |
| Norte Mato-Grossense      | Alto Teles Pires   | Nova Ubiratã                     |
| Norte Mato-Grossense      | Alto Teles Pires   | Santa Rita do Trivelato          |
| Norte Mato-Grossense      | Alto Teles Pires   | Sorriso                          |
| Norte Mato-Grossense      | Alto Teles Pires   | Tapurah                          |
| Norte Mato-Grossense      | Arinos             | Juara                            |
| Norte Mato-Grossense      | Arinos             | Nova Maringá                     |
| Norte Mato-Grossense      | Arinos             | Novo Horizonte do Norte          |
| Norte Mato-Grossense      | Arinos             | Porto dos Gaúchos                |
| Norte Mato-Grossense      | Arinos             | São José do Rio Claro            |
| Norte Mato-Grossense      | Arinos             | Tabaporã                         |
| Norte Mato-Grossense      | Aripuana           | Aripuanã                         |
| Norte Mato-Grossense      | Aripuana           | Brasnorte                        |
| Norte Mato-Grossense      | Aripuana           | Castanheira                      |
| Norte Mato-Grossense      | Aripuana           | Colniza                          |
| Norte Mato-Grossense      | Aripuana           | Cotriguaçu                       |
| Norte Mato-Grossense      | Aripuana           | Juína                            |
| Norte Mato-Grossense      | Aripuana           | Juruena                          |
| Norte Mato-Grossense      | Aripuana           | Rondolândia                      |
| Norte Mato-Grossense      | Colider            | Colíder                          |
| Norte Mato-Grossense      | Colider            | Guarantã do Norte                |
| Norte Mato-Grossense      | Colider            | Matupá                           |
| Norte Mato-Grossense      | Colider            | Nova Canaã do Norte              |
| Norte Mato-Grossense      | Colider            | Nova Guarita                     |
| Norte Mato-Grossense      | Colider            | Novo Mundo                       |
| Norte Mato-Grossense      | Colider            | Peixoto de Azevedo               |
| Norte Mato-Grossense      | Colider            | Terra Nova do Norte              |
| Norte Mato-Grossense      | Paranatinga        | Gaúcha do Norte                  |
| Norte Mato-Grossense      | Paranatinga        | Nova Brasilândia                 |
| Norte Mato-Grossense      | Paranatinga        | Paranatinga                      |
| Norte Mato-Grossense      | Paranatinga        | Planalto da Serra                |
| Norte Mato-Grossense      | Parecis            | Comodoro                         |
| Norte Mato-Grossense      | Parecis            | Campo Novo do Parecis            |
| Norte Mato-Grossense      | Parecis            | Campos de Júlio                  |
| Norte Mato-Grossense      | Parecis            | Diamantino                       |
| Norte Mato-Grossense      | Parecis            | Sapezal                          |
| Norte Mato-Grossense      | Sinop              | Cláudia                          |
| Norte Mato-Grossense      | Sinop              | Feliz Natal                      |
| Norte Mato-Grossense      | Sinop              | Itaúba                           |
| Norte Mato-Grossense      | Sinop              | Marcelândia                      |
| Norte Mato-Grossense      | Sinop              | Nova Santa Helena                |
| Norte Mato-Grossense      | Sinop              | Santa Carmem                     |
| Norte Mato-Grossense      | Sinop              | Sinop                            |
| Norte Mato-Grossense      | Sinop              | União do Sul                     |
| Norte Mato-Grossense      | Sinop              | Vera                             |
| Sudeste Mato-Grossense    | Alto Araguaia      | Alto Araguaia                    |
| Sudeste Mato-Grossense    | Alto Araguaia      | Alto Garças                      |
| Sudeste Mato-Grossense    | Alto Araguaia      | Alto Taquari                     |
| Sudeste Mato-Grossense    | Primavera do Leste | Campo Verde                      |
| Sudeste Mato-Grossense    | Primavera do Leste | Primavera do Leste               |
| Sudeste Mato-Grossense    | Rondonópolis       | Dom Aquino                       |
| Sudeste Mato-Grossense    | Rondonópolis       | Itiquira                         |
| Sudeste Mato-Grossense    | Rondonópolis       | Jaciara                          |
| Sudeste Mato-Grossense    | Rondonópolis       | Juscimeira                       |
| Sudeste Mato-Grossense    | Rondonópolis       | Pedra Preta                      |
| Sudeste Mato-Grossense    | Rondonópolis       | Rondonópolis                     |
| Sudeste Mato-Grossense    | Rondonópolis       | São José do Povo                 |
| Sudeste Mato-Grossense    | Rondonópolis       | São Pedro da Cipa                |
| Sudeste Mato-Grossense    | Tesouro            | Araguainha                       |
| Sudeste Mato-Grossense    | Tesouro            | General Carneiro                 |
| Sudeste Mato-Grossense    | Tesouro            | Guiratinga                       |
| Sudeste Mato-Grossense    | Tesouro            | Pontal do Araguaia               |
| Sudeste Mato-Grossense    | Tesouro            | Ponte Branca                     |
| Sudeste Mato-Grossense    | Tesouro            | Poxoréo                          |
| Sudeste Mato-Grossense    | Tesouro            | Ribeirãozinho                    |
| Sudeste Mato-Grossense    | Tesouro            | Tesouro                          |
| Sudeste Mato-Grossense    | Tesouro            | Torixoréu                        |
| Sudoeste Mato-Grossense   | Alto Guapore       | Conquista d'Oeste                |
| Sudoeste Mato-Grossense   | Alto Guapore       | Nova Lacerda                     |
| Sudoeste Mato-Grossense   | Alto Guapore       | Pontes e Lacerda                 |
| Sudoeste Mato-Grossense   | Alto Guapore       | Vale de São Domingos             |
| Sudoeste Mato-Grossense   | Alto Guapore       | Vila Bela da Santíssima Trindade |
| Sudoeste Mato-Grossense   | Jauru              | Araputanga                       |
| Sudoeste Mato-Grossense   | Jauru              | Figueirópolis d'Oeste            |
| Sudoeste Mato-Grossense   | Jauru              | Glória d'Oeste                   |
| Sudoeste Mato-Grossense   | Jauru              | Indiavaí                         |
| Sudoeste Mato-Grossense   | Jauru              | Jauru                            |
| Sudoeste Mato-Grossense   | Jauru              | Lambari d'Oeste                  |
| Sudoeste Mato-Grossense   | Jauru              | Mirassol d'Oeste                 |
| Sudoeste Mato-Grossense   | Jauru              | Porto Esperidião                 |
| Sudoeste Mato-Grossense   | Jauru              | Reserva do Cabaçal               |
| Sudoeste Mato-Grossense   | Jauru              | Rio Branco                       |
| Sudoeste Mato-Grossense   | Jauru              | Salto do Céu                     |
| Sudoeste Mato-Grossense   | Jauru              | São José dos Quatro Marcos       |
| Sudoeste Mato-Grossense   | Tangara da Serra   | Barra do Bugres                  |
| Sudoeste Mato-Grossense   | Tangara da Serra   | Denise                           |
| Sudoeste Mato-Grossense   | Tangara da Serra   | Nova Olímpia                     |
| Sudoeste Mato-Grossense   | Tangara da Serra   | Porto Estrela                    |
| Sudoeste Mato-Grossense   | Tangara da Serra   | Tangará da Serra                 |